# Palki Sharma Upadhyay
Palki Sharma Upadhyay es una periodista india de la región de Rajastán nacida en 1982, es presentadora de noticias y reportera . 
Palki Sharma inició su carrera como periodista el año 2002 en Doordarshan, una de las cadena de radiodifusión de indias más grandes e importantes. 
En 2004 se sumó a Hindustan Times, convirtiéndose también en presentadora y editora sénior en CNN - News 18 .  Entre 2019 y 2022 fue editora jefe de WION, un canal de noticias multinacional inglés con sede en Nueva Delhi, y en 2020 ganó un galardón por su papel al frente del programa Gravitas .  Posteriormente, ha sería le presentadora de First Post, un canal en línea indio.